# 矢野有美
矢野 有美（やの ゆみ、1966年4月15日 - ）は、香川県高松市生まれ（3歳まで）、東京都東村山市育ちの元・アイドルタレント、女優、歌手。1982年デビュー、1986年引退。堀越高等学校卒業。

## 所属事務所
1. 平田昆プロモーション （シャワーとしての活動のみ「田辺エージェンシー」扱い）
2. フェニックス・プロモーション（ファンクラブ名は「YOU-ME LAND」）
3. スーパーウイング

## 来歴
- 小学6年生の時に芸能界にスカウトされるが、両親に反対され断念。しかし1981年、中学3年生になって、偶然にもまた同じ人物から原宿でスカウトされ[1]、芸能界入り。同年に雑誌『週刊セブンティーン』のモデル仕事にて芸能界デビュー。
- 資生堂「シャワーコロン」のCMキャンペーンガールズ「シャワー」を作るため、田辺エージェンシーが1981年11月にオーディションを開催。そして、250名の中から、矢野や村上里佳子ら7名が選ばれ、「シャワー」を結成。1982年2月21日に、シングル『Do up・愛・ing（ラヴィング）』でレコードデビューした。矢野はグループ内では最年少で、デビュー時は15歳の中学3年生だった。
- 1984年、映画『パンツの穴』に準主役で出演した事で知名度が広がる。
- 1985年1月25日、シングル『経験・美少女』にてソロレコードデビュー。 デビュー時のキャッチフレーズは「ちょっと不思議な輝きかた･･･。」。
- 1986年、車雑誌『外車情報 WHIZZMAN』（成美堂出版）に数号掲載されたのを最後に芸能界を一度引退。
- アメリカカリフォルニア州へ留学し、翌1987年7月15日、現地の白人男性との間に男児を出産。矢野はアイドル活動をしている最中から、とにかく外人が好きであることと、アメリカに行きたい旨を発言していた。[2]
- その後、息子を連れて日本に帰国し、モデル事務所「スーパーウイング」に所属。1990年代初頭にはスーパーマーケットのチラシモデルなどをしていた。
- 日本に帰国してからは都内在住。

## 人物
- 身長：162cm、体重：43kg、B：80cm、W：58cm、H：84cm、足：23cm（アイドル当時のデータ）
- 血液型 - B型[1]
- 弟がいる[1]。
- 性格 - さっぱりした男っぽい性格で、男女問わず恋愛相談をされることが多かった。
- 特技 - バレエ（幼稚園の時から習っていた）、スポーツ
- 趣味 - 映画鑑賞（ホラーもOK）、編み物、ミッキーマウスの小物集め（ミッキーを好きな理由は自分に顔が似てるから）、怪談、読書（母の影響で赤川次郎の作品にハマっていた）
- 中学時代の部活 - 演劇部
- 好きな音楽 - ロック、ポップス
- 好きな歌手 - ロッド・スチュワート、ブライアン・アダムス、スレイド、マドンナ、ピーター・ウルフ（元「J・ガイルズ・バンド」のリードシンガー）、近藤真彦、中森明菜。矢野のデビューシングルの販促パンフレットには、リック・スプリングフィールドも好きだと記載されている。
- 好きな映画 - 『愛と青春の旅立ち』
- 子供の頃の夢 - 女優
- アイドル当時の夢 - 「自分の主演映画の中で、主題歌を歌うこと」
- 息子はギグマネジメントジャパンに所属していたファッションモデルのTEDDY（本名：Teddy Wilkins ）で、2011年から2013年末まで、森星の恋人だったことでも話題となった人物。

## 主な出演作品

### バラエティ番組
- 夜のヒットスタジオ （1982年3月15日、フジテレビ）
「シャワー」として出演し、『Do up・愛・ing』を披露。
- レッツゴーヤング （1982年4月18日、NHK総合）
「シャワー」として出演し、トム・トム・クラブの『エレファント』をカバー。
- 第13回 オールスター紅白水泳大会 （1982年7月、フジテレビ・火曜ワイドスペシャル） - 「シャワー」として出演
- レッツゴーヤング （1985年1月27日、NHK総合） - 『経験・美少女』を披露
- おはようスタジオ （1985年春、テレビ東京） - 『キュートにeyeして!』を披露
- 週刊ポップマガジン （1985年春、テレビ東京）
- アイドル歌手大集合 -第3編- （1985年8月25日、NHK-BS1） - 『経験・美少女』を披露
- 他多数…

### テレビドラマ
- だから青春 泣き虫甲子園 （1983年6月14日 - 10月11日、NHK） 青葉高校の生徒・中森エミ役
- 宇宙刑事シャリバン （1983年9月16日、テレビ朝日）
第28話「キャンパスは風速80Mの猛烈ストーム」にて野村典子役
- 胸さわぐ苺たち （TBS）
- 金曜日の妻たちへII 男たちよ、元気かい？ （1984年7月6日 - 10月5日、TBS） 西村美帆役
- 少女に何が起ったか （1985年1月8日 - 3月26日、TBS・大映テレビ）
せんべい屋の娘で、東音楽大学・特待生グループの井川富子役。当初台本では酒屋の娘という設定だったが、撮影開始後にせんべい屋の娘へ変更となった。

### 映画
- パンツの穴 （1984年3月17日公開、アジャックス＝ジョイパックフィルム） 大石麻衣役
劇中、お好み焼き屋の店内で矢野がパンツを見せるシーンがあるが、その部分は矢野ではなく吹き替えの人物を使用している。
- トロピカルミステリー 青春共和国 （1984年6月9日公開、大映企画） 河原早苗役

### CM
- 資生堂 「シャワーコロン」 （1982年、「シャワー」として出演）
- 雪印 「ストリングチーズ」

### 広告
- リクルート 「リクルートエクスプレス」 （1985年。同社の書類サイズの企業封筒にモデルとして掲載）

## 書籍

### ムック
- ティーンズブローBOOK （1985年、学習研究社。SanSun&Lemon共同編集）
表紙も担当。なお、発行時期によって異なる2種類の表紙が存在する。

### 雑誌

#### 「シャワー」として掲載
- 週刊現代 （1982年1月30日号、講談社） 「シャワーズ」名義で掲載
- mc Sister （1982年2月号、婦人画報社）
- 平凡パンチ （1982年3月1日号、マガジンハウス）
- オリコンウィークリー （1982年3月5日号：表紙）
- GORO （1982年3月25日号、小学館）
- 月刊明星 （1982年4月号、集英社）
- GALS LIFE （1982年5月号、主婦の友社）
- 週刊少年チャンピオン （1982年5月7日号、秋田書店）
- 週刊プレイボーイ （1982年8月31日号、集英社）

#### ソロ掲載
- 週刊セブンティーン （1981年、1983年1月18日号、2月1日号、2月22日号、3月22日号、6月7日号、集英社） - 全てモデル掲載
- 別冊ピチ 手あみ大好き! （ピチ・メル・レモン特別編集号）
- ヤング・オーディオ・ナウ '83 （1983年春：表紙、学習研究社）
- SanSun （サンサン。1983年5月創刊号 - 、学習研究社） - 専属モデル
- an・an （1983年9月23日号、マガジンハウス。「気になるね アシッドカラーの化粧」のモデル）
- 明星ヘアカタログ '83秋の号・特別付録マイメークBOOK （1983年10月、集英社） - モデル掲載
- 週刊少年サンデー（1983年11月9日号:カラーグラフ「このこ知ってる？」のコーナー、1985年1月30日号、小学館）
- BOMB! （1983年11月号、1984年2月号、4月号、6月号、1985年1月号、2月号、6月号、学習研究社）
- Momoco （1984年1月号〔号数表記はNo.2〕、4月号、5月号、11月号、1985年1月号、2月号、3月号：表紙&特大ピンナップ、6月号、学習研究社）
- THE SUGAR （1984年5月号、10月号、1985年3月号、4月号：表紙&グラビア、考友社出版）
- 月刊ヤングルーキー （1984年5月号、7月号、マクセル出版）
- BOMB!別冊 Mr.Gao! （1984年・NO.1、NO.2、学習研究社）
- ベストカメラ （1984年8月号、1985年7月号、少年画報社）
- CAPA （1984年8月号&1985年9月号：投稿写真コーナーに掲載。1985年5月号：表紙&グラビア、撮影：篠山紀信。学習研究社）
- 週刊ポスト （1984年9月14日号、小学館）
- She Loves You （1984年12月創刊号、The RIVERHEAD）
- Lovely （TBS広報誌。1985年早春号、TVグラフ・ラブリー編集部）
- Steve （1985年1月 - 4月号、近代映画社）
- オリコンウィークリー （1985年1月18日号、1月25日号、3月8日号、3月15日号、4月26日号、8月5日号、9月30日号、12月2日号、1986年1月20日号）
- 週刊TVガイド （1985年1月19日-25日号、東京ニュース通信社）
- 近代映画 （1985年2月号、3月号、近代映画社）
- 高1コース （1985年2月号、学習研究社。表紙にも掲載）
- ラジオマガジン （1985年2月号、モーターマガジン社）
- iDOL KiSS! （No.1：1985年2月創刊号〔月刊CANDY JACK増刊〕、新和出版）
- POPEYE （1985年2月10日号、マガジンハウス）
- ホットドッグ・プレス （1985年2月10日号、講談社）
- TeLePAL （1985年2月23日 - 3月8日号、小学館）
- 月刊CANDY JACK （1985年3月号、4月号、新和出版）
- 月刊明星の付録歌本「YOUNG SONG（ヤンソン）」 （1985年3月号「今月の新人」、集英社）
- 週刊明星 （1985年3月21日号「今週のホープ」、集英社）
- カメラマン （1985年4月号、モーターマガジン社）
- Monthly平凡パンチ （1985年4月号、マガジンハウス）
- DELUXE JUMP （1985年5月号、考友社出版）
- 投稿写真 （1985年5月号、考友社出版）
- FM STATION （1985年5月6日〜19日号、5月20日〜6月2日号、6月3日〜16日号、ダイヤモンド社）
- 平凡パンチ （1985年5月6日特大号、6月17日号、マガジンハウス）
- 週刊宝石 （1985年5月31日号、光文社）
- ACTRESS （1985年6月号：表紙&グラビア、リイド社）
- 月刊少年キャプテン （1985年6月18日号：ミニインタビューのみ、徳間書店）
- レモンパイ （1985年7月創刊号、辰巳出版）
- くるまにあ別冊・特選外車情報 （1985年7月号：表紙のみ、マガジンボックス）
- スーパー写真塾 （1985年7月号、12月号：表紙&グラビア、少年出版社）
- 写真少年 （1985年8月号：表紙&グラビア、11月号：投稿写真、サン出版）
- Olive （1985年8月18日号、マガジンハウス）
- 写真探偵団 （1985年9月号：表紙&グラビア、三和出版）
- 写真時代Jr. （1985年8月号、9月号、10月号：表紙&グラビア、1986年2月号、白夜書房）
- SOUND MIDIA （1985年9月号 - 、ヤマハ音楽振興会）
- UKIUKI （1985年10月号、辰巳出版）
- PENTHOUSE （1985年10月号、講談社）
- 微笑 （1985年10月26日号「私の夜遊びヘア」のコーナー、祥伝社）
- 写真時代 （1985年11月号：表紙のみ、白夜書房）
- STUDIO VOICE （1985年11月号、流行通信）
- Player （1985年12月号、プレイヤー・コーポレーション）
- V ZONE （1986年1月創刊号、少年出版社）
ホラー映画雑誌。この中で矢野は、若狭新一によるゾンビメイクに挑戦。その際に製作・使用されたラテックス製のゾンビマスクは、「創刊記念」の読者プレゼントにもされた。
- 青春写真 （1986年1月号、日本文華社）
- オトメクラブ （1986年3月号：表紙のみ、白夜書房）
- 外車情報 WHIZZMAN （1986年7月号・ほか数号、成美堂出版）
日本の輸入車ディーラー「チェッカーモータース」との企画で、イタリア、フィアット社のスーパーミニ・カー「フィアット・ウーノ・マーク1」を読者体験モニターとして借り受け、数号に渡って乗車レポートを連載していた。

## デジタル写真集
- アイドルの時代 Vol.1 （1999年5月28日、撮影：小沢忠恭）
雑誌『Momoco』で撮りおろされたグラビア写真を再構成したもの。伊藤麻衣子・武田久美子との共同掲載。

## ディスコグラフィ

### 「シャワー」名義
※ ビクター音楽産業（現：JVCケンウッド・ビクターエンタテインメント）からのリリース。

#### シングル
- Do up・愛・ing〔ラヴィング〕　c/w　恋のバカンスNo.1 （1982年2月21日） - オリコン最高135位
- あっ!という間にビーチ・ラブ（作曲：鮎川誠）　c/w　DO UP A-GO-GO （1982年5月21日）

#### アルバム
- Sing Single Singles （1982年7月21日）
（アルバム内でのソロ担当曲は『ダイアル8・3・4・9〔YaSaSiKu〕』）

### ソロ名義
※ アルファレコード（現：ソニー・ミュージックレーベルズ）からのリリース。

#### シングル
1. 経験・美少女　c/w　新しい淋しさ （1985年1月25日）
オリコン最高54位、売上1.9万枚。発売時のキャッチコピーは「ちょっと不思議な輝きかた･･･。」
2. キュートにeyeして!　c/w　ハートのアドレス （1985年4月25日）
発売時のキャッチコピーは「キラキラするの、好き。ワクワクするの、好き。―――みんな大〜好き。」
3. 夏への手紙　c/w　STAY NEXT TO ME （1985年7月25日）
発売時のキャッチコピーは「夏･･･有美アイランド･･･ウレシイ」、「うそっぽくないから、好き。」の2種

#### 12inchシングル
- MAKIN' IT （1985年12月21日）
初回盤には特典として、イラストレーター・タナカノリユキによる「矢野有美イラスト・カレンダー」付き。また、収録曲の『EAT YOU UP』（アンジー・ゴールドの『ダンシング・ヒーロー』のカバー）に関しては、荻野目洋子も同時期に日本語でカバーしており（1985年11月21日発売のシングル）、競作となってしまった。
  1. MAKIN' IT （作詞・作曲：J.Carbone、R.Zito、訳詞：山地清子、編曲：国本佳宏。シャンディ・シナモンの『メイキング・イット』のカバー）
  2. EAT YOU UP （作詞・作曲：A.Kyte、T.Baker、訳詞：真名杏樹、編曲：国本佳宏。アンジー・ゴールドの『ダンシング・ヒーロー』のカバー）
  3. CUPID GIRL （作詞・作曲：Darren Hatch、Ginko、Tayx、訳詞：真名杏樹、編曲：国本佳宏。マイ・マインの同名曲のカバー）
  4. FOLLOW ME （作詞・作曲：B.Parr、B.Schippers、訳詞：真名杏樹、編曲：国本佳宏。メリー・Dの同名曲のカバー）

#### 非売品プロモシングル
上記12inchシングル『MAKIN' IT』のプロモーション用シングルカット盤。
- MAKIN' IT c/w CUPID GIRL（ROLLER COASTER VERSION） （1986年1月）
B面曲の編曲は藤原ヒロシ&屋敷豪太。
- 素敵なハイエナジー・ボーイ（EAT YOU UP）　c/w　フォロー・ミー （1986年2月）

#### アルバム
- ガラスの国境〔ボーダー〕 （1985年9月25日。ポスター付き）
本アルバムのプロデューサー陣には、岡田徹、「ムーンライダーズ」の白井良明と鈴木博文、野宮真貴、鈴木智文、矢口博康、佐伯健三（現・サエキけんぞう）、見岳章など、そうそうたるメンバーが参加している。
  1. 夏への手紙 （作詞：高橋修、作曲：松浦雅也、編曲：岡田徹）
  2. MARINE BLUE （作詞：高橋修、作曲：岡田徹、編曲：岡田徹）
  3. 恋のクスリはバンシャガラン （作詞：佐伯健三、作曲：吉川洋一郎、編曲：吉川洋一郎・岡田徹）
  4. STAY NEXT TO ME （作詞：矢野有美、作曲：岡田徹、編曲：岡田徹）
  5. マーマレード飛行 （作詞：鈴木博文、作曲：鈴木博文、編曲：岡田徹）
  6. 幻の輪舞〔ロンド〕 （作詞：吉元由美、作曲：村松邦男、編曲：岡田徹）
  7. 真珠海岸 （作詞：高橋修、作曲：鈴木智文、編曲：岡田徹）
  8. ガラスの国境〔ボーダー〕 （作詞：真名杏樹、作曲：村松邦男、編曲：岡田徹）
  9. FADE OUT （作詞：竹花いち子、作曲：見岳章、編曲：岡田徹）
  10. ちぎれ雲にウィング （作詞：佐伯健三、作曲：松浦雅也、編曲：岡田 徹・松浦雅也）

#### ベストアルバム (復刻CD)
- 「ガラスの国境〔ボーダー〕」 「MAKIN' IT（+5）」（2枚組CD。2019年6月5日。税抜定価：5,600円）
1stアルバム『ガラスの国境〔ボーダー〕』、12inchシングル『MAKIN' IT』、更にボーナストラックとして、1stアルバム未収録の1stシングルと2ndシングルの計4曲と、非売品プロモ収録の『CUPID GIRL（ROLLER COASTER VERSION）』も収録。つまり、ソロデビュー以降の矢野の歌唱音源が全て収録されたコンプリート作品。

#### MIX CD
- STRICTLY ROCKERS Re: Chapter.17 〜CRAZY DUB〜 （2007年）
ECDによるレゲエ歌謡MIX CDで、矢野の楽曲『幻の輪舞（ロンド）』が使用されている。